# La Salle (Vosgi)
La Salle è un comune francese di 426 abitanti situato nel dipartimento dei Vosgi nella regione del Grand Est.

## Società

### Evoluzione demografica
Abitanti censiti